# 松本優香
松本 優香（まつもと ゆうか、旧姓：森谷、3月20日 - ）は、北海道旭川市出身のゴスペルシンガー。

## 略歴・人物
- 4歳の時からクラシックバレエを習い、中学、高校と熊川哲也と同じ舞台に立つ。ケガのためバレエから歌へ転向した。
- 1999年、歌手になりたいという希望が強くなり、オーディションに合格した。
- 山下達郎のスマイルカンパニーに所属し、バックコーラスをしていた。
- JMMS（ジャパン・ミッション・ミュージックスクール）[1]1期生として入学。
- 2004年、リビングプレイズから発売されたアルバム『j-worship Vol.1』に収録されている『I Could Sing Of Your Love Forever』は注目を集めた。
- 森谷優香の名前で活躍していた時にリリースした『きみは愛されるため生まれた』は、BS朝日の天気予報のイメージソングに使われている。
- 2005年、ミニアルバム『You love me forever』でデビュー。スマイルカンパニー所属のJ-POP作曲家・松本良喜と結婚。教会を中心に、コンサートを開いている。
- 第9回 ゴスペル・CCM大賞、ベストアーティスト賞・金賞[2]

## CD
- You love me forever
- j-worship Vol.1（『I could Sing Of Your Love Forever』、『自分を愛するように』）
- j-worship Vol.2（『すべてにまさって』他ソロ）